# (4814) Casacci
(4814) Casacci ist ein Asteroid des äußeren Hauptgürtels, der am 1. September 1978 vom russischen Astronomen Nikolai Stepanowitsch Tschernych am Krim-Observatorium (IAU-Code 095) in Nautschnyj entdeckt wurde.
Der Asteroid ist nach dem italienischen Amateurastronomen Claudio Casacci (* 1958) benannt.